# Distrikt Nyamagabe
Der Distrikt Nyamagabe (Kinyarwanda Akarere ka Nyamagabe) ist einer von acht Distrikten in der Südprovinz von Ruanda.

## Geographie

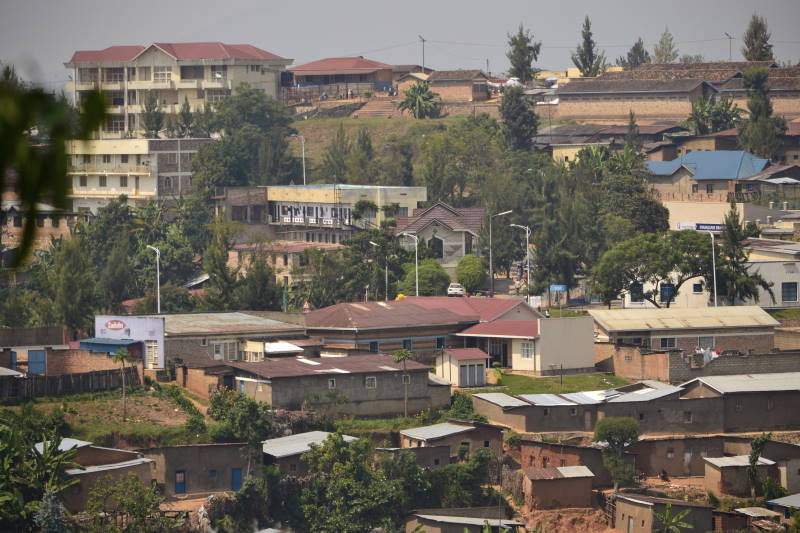
Häuser in der Stadt Gikongoro

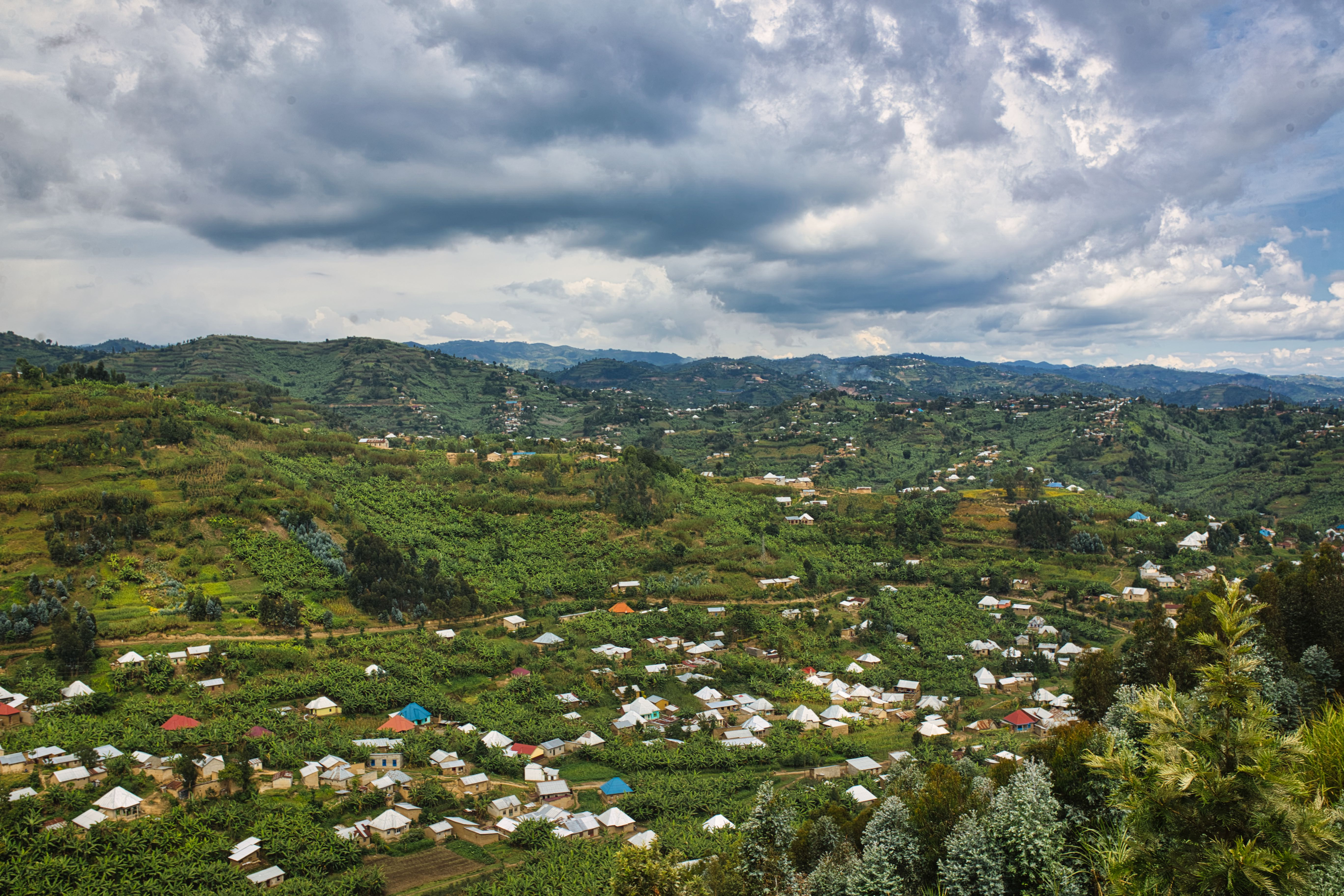
Landschaft im Distrikt

Der Distrikt hat eine Gesamtfläche von 1090 km². Er ist in 17 Sektoren, 92 Sektoren und 536 Dörfer unterteilt. Die Sektoren sind Buruhukiro, Cyanika, Gatare, Kaduha, Kamegeli, Kibirizi, Kibumbwe, Kitabi, Mbazi, Mugano, Musange, Musebeya, Mushubi, Nkomane, Gasaka, Tare und Uwinkingi. Die Kommunalverwaltung des Distrikts befindet sich im Sektor Gasaka. Nachbardistrikte sind im Norden Ruhango, im Nordosten Nyanza, im Südosten Huye, im Süden Nyaruguru, im Südwesten Rusizi, im Westen Nyamasheke und im Nordwesten Karongi.
Im Südwesten des Distrikts beginnt der Nyungwe-Wald, ein immergrüner Bergregenwald der 2012 zum Nationalpark erklärt wurde und 2023 in das UNESCO-Welterbe aufgenommen wurde.

## Kultur
Im Sektor Gasaka befindet sich nördlich der Stadt Gikongoro das Murambi Genocide Memorial, eine Gedenkstätte, die an den Völkermord in Ruanda von 1994 erinnert.

## Politik
Regierungschefin ist Hildebrand Niyomwungeri.

## Bevölkerung
Stand 2022 betrug die Einwohnerzahl 371.501. Der Bevölkerungstrend ist zunehmend.
|          |            | Fläche [km²] | 2002    | 2012    | 2022    |
| -------- | ---------- | ------------ | ------- | ------- | ------- |
| Distrikt | Nyamagabe  | 1.090        | 280.007 | 341.491 | 371.501 |
| Sektor   | Buruhukiro | 156,8        |         | 23.086  | 27.146  |
| Sektor   | Cyanika    | 53,74        |         | 24.549  | 25.693  |
| Sektor   | Gasaka     | 40,43        |         | 41.522  | 41.558  |
| Sektor   | Gatare     | 64,27        |         | 15.476  | 19.151  |
| Sektor   | Kaduha     | 74,73        |         | 20.614  | 22.898  |
| Sektor   | Kamegeri   | 32,69        |         | 13.579  | 14.400  |
| Sektor   | Kibirizi   | 49,22        |         | 21.479  | 23.287  |
| Sektor   | Kibumbwe   | 48,95        |         | 12.518  | 13.767  |
| Sektor   | Kitabi     | 96,24        |         | 25.463  | 28.172  |
| Sektor   | Mbazi      | 33,46        |         | 11.876  | 12.511  |
| Sektor   | Mugano     | 74,29        |         | 18.152  | 19.738  |
| Sektor   | Musange    | 62,94        |         | 18.680  | 20.345  |
| Sektor   | Musebeya   | 53,08        |         | 18.689  | 20.416  |
| Sektor   | Mushubi    | 36,28        |         | 12.777  | 13.972  |
| Sektor   | Nkomane    | 78,86        |         | 16.362  | 18.012  |
| Sektor   | Tare       | 44,58        |         | 22.765  | 24.561  |
| Sektor   | Uwinkingi  | 90,47        |         | 23.904  | 25.874  |

Im Distrikt befindet sich das Flüchtlingslager Kigeme, in dem 14.677 aus der Demokratischen Republik Kongo Geflüchtete und Asylsuchende leben (Stand März 2024).

## Verkehr
Durch den äußersten Süden des Distrikts Nyamagabe verläuft etwa in Ost-West-Richtung die asphaltierte Nationalstraße 10. Von dieser geht Richtung Norden die Nationalstraße 12 ab und von dieser wiederum bei Gatovu in Richtung Nordosten die Nationalstraße 13. Die Nationalstraße 14 verläuft im Osten des Distrikts von der Nationalstraße 1 aus gen Norden. Die Nationalstraßen 12, 13 und 14 sowie die durch den Distrikt verlaufenden District Roads sind Stand 2022 nicht asphaltiert.